# 梁秉直
梁 秉直（ヤン・ビョンジク、朝鮮語: 양병직、1906年 - 1975年11月6日）は、日本統治時代の朝鮮および大韓民国の政治家。制憲韓国国会議員。

## 経歴
済州道北済州郡出身。中学校卒業後、大韓青年団で活動した。治安の関係により初代総選挙の1年後の1949年5月10日に北済州郡乙選挙区から大韓青年団の候補として国会議員に当選し、国民党に移籍して国会法司委員会委員・財経委員会委員を務めた。1950年の第2代総選挙にも出馬したが、落選した。1954年3月に自由党全党大会で済州道党副委員長に選ばれた。
1975年11月6日、済州道北済州郡翰林邑の自宅で持病により死去。享年67。

## エピソード
実際は1948年5月10日の初代総選挙にも北済州郡乙選挙区から出馬し、かつ当選したが、北済州郡の選挙反対派による暴動の影響で投票率は50%に達しておらず、結局米軍政長官から同郡2選挙区の選挙無効と再選挙の開催を宣言された。